# Thorogobius
Genre
Thorogobius est le nom d'un genre de poissons marins de la famille des Gobiidae.

## Liste des espèces
Selon World Register of Marine Species (17 déc. 2015) et ITIS (17 déc. 2015) :
- Thorogobius angolensis (Norman, 1935)
- Thorogobius ephippiatus (Lowe, 1839) — Gobie léopard
- Thorogobius macrolepis (Kolombatovic, 1891)
- Thorogobius rofeni Miller, 1988